# Edward Frederick Robert Bage
 (mai 2018).
Si vous disposez d'ouvrages ou d'articles de référence ou si vous connaissez des sites web de qualité traitant du thème abordé ici, merci de compléter l'article en donnant les références utiles à sa vérifiabilité et en les liant à la section « Notes et références ».
Pour les articles homonymes, voir Bage.
Edward Frederick Robert « Bob » Bage, né le 17 avril 1888 et mort le 7 mai 1915, est un explorateur et militaire australien.

## Biographie
Il participe à l'expédition antarctique australasienne (1911-1914) de Douglas Mawson comme astronome, assistant sur le magnétisme et chargé du relevé des marées. Il parvient à atteindre la zone du Pôle Sud magnétique. Il reçoit la médaille polaire.
Il meurt lors de la bataille des Dardanelles de la Première Guerre mondiale, en tant que membre de l'unité des Royal Australian Engineers dans le Corps d'armée australien et néo-zélandais (ANZAC).